# Ek Ladka Ek Ladki
Ek Ladka Ek Ladki è un film del 1992 diretto da Vijay Sadanah.